# Mięśnie dna miednicy
Mięśnie dna miednicy – w anatomii człowieka grupa mięśni poprzecznie prążkowanych rozpiętych w dolnej części miednicy, dzielących jamę miednicy (kanał miednicy) na część nadprzeponową i podprzeponową.
Do mięśni dna miednicy zaliczają się:
- przepona miednicy
  - mięsień dźwigacz odbytu
    - mięsień łonowo-guziczny
    - mięsień biodrowo-guziczny

  - mięsień guziczny
- przepona moczowo-płciowa
  - mięsień zwieracz cewki moczowej
  - mięsień poprzeczny głęboki krocza
  - mięsień poprzeczny powierzchowny krocza
- mięśnie narządów płciowych zewnętrznych
  - mięsień opuszkowo-gąbczasty
  - mięsień kulszowo-jamisty
- mięsień końca cewy jelitowej
  - mięsień zwieracz zewnętrzny odbytu[1]

Mięśnie te, razem z powięziami im towarzyszącymi, a także tkanką tłuszczową i tkanką łączną części podprzeponowej tworzą miękkotkankowe dno miednicy zamykające od dołu jamę miednicy. Zamknięcie to jest niepełne, z tyłu pozostawiając otwór dla odbytnicy (znajdujący się w przeponie miednicy), a z przodu dla przewodu moczowo-płciowego (w przeponie moczowo-płciowej). 
Dno miednicy traktowane jest jako jednoznaczne z kroczem w jego szerszym znaczeniu. W węższym znaczeniu krocze obejmuje tylko pośrodkową część dna miednicy i okolicy kroczowej (stanowiącej dolną, zewnętrzną powierzchnię skórną dna miednicy), utworzoną z tkanek miękkich i łączącą odbyt z narządami płciowymi zewnętrznymi. 